# المجارير

تعديل مصدري - تعديل

المجارير هي إحدى قرى عزلة القارة بمديرية رصد التابعة لمحافظة أبين، بلغ تعداد سكانها 78 نسمة حسب تعداد اليمن لعام 2004.